# Гомоляка В'ячеслав Павлович
В'ячеслав Павлович Гомоляка (4 липня 1898, Київ — 6 вересня 1959, Київ) — український радянський кінорежисер-документаліст, сценарист, актор кіно.

## Біографія
Народився 4 липня 1898 року в Києві. У 1927 році закінчив два курси екранного відділення Київського театрального технікуму. З 1927 року — режисер і актор кіноекспериментальної майстерні при Київському обласному відділенні Товариства друзів радянського кіно.
У 1930—1940 роках знімався на Київській кіностудії художніх фільмів. У 1940—1959 роках — режисер-постановник Київської студії науково-популярних фільмів.

Могила В'ячеслава Гомоляки

Помер 6 вересня 1959 в Києві. Похований на Байковому кладовищі (ділянка № 2).

## Творчість

### Ролі у кіно
- «Старе і нове» (1929);
- «Не затримуйте руху» — завідувач трамвайним трестом (1930);
- «Чорна шкіра» (1930);
- «Генеральна репетиція» — робітник заводу (1931);
- «Людина без футляра» (1931);
- «Іван» (1932);
- «Негр із Шерідана» — пастор (1933);
- «Роман міжгір'я» (1933);
- «Остання ніч» (1933—1935);
- «Мак цвіте» (короткометражний 1934);
- «Щасливий фініш» — Борис (1934);
- «Запорожець за Дунаєм» (1937);
- «Ескадрилья № 5» (1939)[1];
- «Винищувачі» (1939);
- «Шуми, містечко» — епізод (1939);
- «Щорс» — епізод (1939).

### Режисерська діяльність
Як режисер-документаліст створив фільми:
- «Виноградорство»;
- «Київ»;
- «Пам'ятки культури древньої Русі»;
- «Українські художники-передвижники»;
- «Основи теорії різання металів» та інші.

### Сценарії
Автор сценаріїв науково-популярних фільмів:
- «Слюсарні роботи (2 частини)» (1954);
- «Українські радянські художники» (1960).